# Helmut Bergmann (Kameramann)
Helmut Bergmann (* 15. Februar 1926 in Niederkaina; † 15. März 1998 in Potsdam) war ein deutscher Kameramann.

## Leben
Bergmann wurde als Sohn eines Handwerkers und einer Köchin in Niederkaina bei Bautzen geboren. Als er fünf Jahre alt war, zog die Familie nach Dresden um. Bergmann nahm als Soldat am Zweiten Weltkrieg teil und geriet in Kriegsgefangenschaft. Er lebte nach Kriegsende zunächst in den westlichen Besatzungszonen und ging 1947 in die SBZ, die spätere DDR.
Bergmann kam 1949 auf Veranlassung seines älteren Bruders, des Kameramanns Werner Bergmann, als dessen Assistent zur DEFA. Bald wurde er auch von anderen Kameramännern und Regisseuren als Assistent engagiert. Nach seinem ersten eigenen Film als Kameramann – Bergmann realisierte 1951 den Kurzdokumentarfilm Unsere Stahlwerker aus Riesa – arbeitet Bergmann bis 1959 ausschließlich an Kurz-, Dokumentar- und Unterrichtungsfilmen. Wichtig wurde die Zusammenarbeit unter anderem mit Wolfgang Bartsch und Heiner Carow.
Auch mit seinem Bruder arbeitete er zusammen, dann jedoch bereits im DEFA-Spielfilmstudio, wohin Bergmann Mitte der 1950er-Jahre gewechselt war. Beide teilen sich 1956 die Kameraarbeit bei der Filmsatire Der Hauptmann von Köln. Sie nannten ihn Amigo wurde 1959 Bergmanns „erster wichtiger Film“ als Kameramann. Es folgten Liebesfilme wie Verwirrung der Liebe (1959), aber auch Märchenfilme, darunter Rotkäppchen (1962).
Von 1964 bis 1967 war Bergmann als Dozent für Kamera und als technischer Berater am Cinema High Institute in Kairo tätig. Für das Kairoer Fernsehen entstanden unter anderem die Filme Verlorene Tage (1964) und Hänsel und Gretel (1966). Zurück in der DDR entstanden zahlreiche Gegenwartfilme mit Bergmann an der Kamera. Bei acht Filmen arbeitete Bergmann mit Regisseur Helmut Dziuba zusammen, zum Beispiel bei Als Unku Edes Freundin war und Erscheinen Pflicht. Als die DEFA 1991 abgewickelt wurde, zog sich Bergmann vom Filmgeschäft zurück. Bergmann, der mit Filmemacherin Bärbl Bergmann verheiratet war, starb nach langer, schwerer Krankheit 1998 in Potsdam.

## Filmografie (Auswahl)
- 1951: Unsere Stahlwerker aus Riesa (Kurzdokumentarfilm)
- 1952: Großbaustelle Röntgenwerk (Kurzdokumentarfilm)
- 1953: Das Meisterwerk der Optik (Kurzdokumentarfilm)
- 1953: Winterurlaub mit dem FDGB (Kurzdokumentarfilm)
- 1953: Ein Schritt weiter (Kurzdokumentarfilm)
- 1953: Anlegen von Kochstellen (Kurzdokumentarfilm)
- 1953–1954: Forschen und Schaffen, Teile 2, 4, 6 (Kurzdokumentarfilm)
- 1954: Sanssouci (Kurzdokumentarfilm)
- 1954: Die Wette gilt (Kurzdokumentarfilm)
- 1955: Gebirge und Meer (Kurzdokumentarfilm)
- 1956: Im Dienste der Menschheit (Kurzdokumentarfilm)
- 1956: Martins Tagebuch (Kurzdokumentarfilm)
- 1956: Vom Lebensweg des Jazz (Kurzdokumentarfilm)
- 1956: Der Hauptmann von Köln – mit Werner Bergmann
- 1957: In Flammen geboren (Kurzdokumentarfilm)
- 1957: Flieger von morgen (Kurzdokumentarfilm)
- 1958: Lustiges Volk aus Papier und Stoff (Kurzdokumentarfilm)
- 1958: Kreißsaal – Eintritt verboten! (Kurzdokumentarfilm)
- 1958: 3 von 1000 Möglichkeiten (Kurzdokumentarfilm) – auch Regie
- 1959: Sie nannten ihn Amigo
- 1959: Verwirrung der Liebe
- 1959: Brücke zwischen gestern und morgen (TV)
- 1960: Alwin der Letzte
- 1961: Italienisches Capriccio
- 1961: Die gleiche Strecke
- 1962: Rotkäppchen
- 1963: Sonntagsfahrer
- 1963: Christine (unvollendet)
- 1963: Lucie und der Angler von Paris (Fernsehfilm)
- 1964: Verlorene Tage (TV)
- 1966: Hänsel und Gretel (TV)
- 1969: Mohr und die Raben von London
- 1969: Zeit zu leben
- 1970: Aus unserer Zeit (Teil 2: Das Duell)
- 1971: Liebeserklärung an G. T.
- 1971: Start
- 1972: Reife Kirschen
- 1973: Apachen
- 1974: Ulzana
- 1974: Visa für Ocantros
- 1975: Im Schlaraffenland
- 1976: Die Forelle
- 1977: Ich will euch sehen
- 1978: Ich – dann eine Weile nichts
- 1979: Chiffriert an Chef – Ausfall Nr. 5
- 1980: Radiokiller
- 1981: Als Unku Edes Freundin war
- 1982: Sabine Kleist, 7 Jahre…
- 1983: Automärchen
- 1984: Erscheinen Pflicht
- 1986: Jan auf der Zille
- 1987: Liane
- 1989: Zwei schräge Vögel
- 1989: Verbotene Liebe
- 1991: Olle Hexe
- 1992: Jana und Jan

## Auszeichnungen
- 1959: Im Oktober erhielt Bergmann als Teil des Filmkollektivs von Sie nannten ihn Amigo den Heinrich-Greif-Preis I. Klasse.[2]
- 1969: Am 3. Oktober wurde Bergmann als Teil des Filmkollektivs von Zeit zu leben mit dem Nationalpreis für Kunst und Literatur II. Klasse ausgezeichnet.[3]
- 1982: Am 11. März erhielt Helmut Bergmann als Teil des Filmkollektivs von Als Unku Edes Freundin war den Heinrich-Greif-Preis I. Klasse.[4]
- 1988: Theodor-Fontane-Preis des Bezirks Potsdam für die Mitarbeit in dem Film Liane